# Copa de la Reina de hockey sobre patines 2010
La 5.ª edición de la Copa de la Reina se celebró en Villanueva y Geltrú del 20 al 21 de febrero de 2010.
El campeón del torneo fue el CH Cerdanyola, que derrotó al CP Vilanova en semifinales y al CP Voltregà en la final. El conjunto catalán consiguió de esta forma su 1ª Copa de la Reina.

## Equipos participantes
Los cuatro primeros clasificados después de la primera vuelta de la OK Liga se clasificaron para el torneo. 
| Pos | Equipo        | J  | G  | E | P | G.F. | G.C. | Pts |
| --- | ------------- | -- | -- | - | - | ---- | ---- | --- |
| 1   | CH Cerdanyola | 13 | 11 | 1 | 1 | 77   | 36   | 34  |
| 2   | CP Voltregà   | 13 | 11 | 0 | 2 | 75   | 19   | 33  |
| 3   | Gijón HC      | 13 | 9  | 4 | 0 | 51   | 17   | 31  |
| 5   | CP Vilanova   | 13 | 9  | 1 | 3 | 53   | 23   | 28  |

## Resultados
|  | Semifinales   | Semifinales   |   |  | Final         | Final         |  |
|  | 20 de febrero | 20 de febrero |   |  | 21 de febrero | 21 de febrero |  |
|  |               |               |   |  |               |               |  |
|  |               |               |   |  |               |               |  |
|  | CP Voltregà   | 4             |   |  |               |               |  |
|  | Gijón HC      | 2             |   |  |               |               |  |
|  |               |               |   |  |               |               |  |
|  |               |               |   |  |               |               |  |
|  |               |               |   |  | CP Voltregà   | 4             |  |
|  |               | CH Cerdanyola | 5 |  |               |               |  |
|  |               |               |   |  |               |               |  |
|  |               |               |   |  |               |               |  |
|  |               |               |   |  | Tercer lugar  |               |  |
|  |               |               |   |  |               |               |  |
|  | CH Cerdanyola | 5             |   |  |               |               |  |
|  | CP Vilanova   | 4             |   |  |               |               |  |